# Their Satanic Majesties Request
Albums de The Rolling Stones
Between the Buttons
(1967) Beggars Banquet
(1968)
Singles
1. In Another Land/The lantern
Sortie : 2 décembre 1967
2. She's a Rainbow/2000 Light Years from Home
Sortie : 23 décembre 1967

Their Satanic Majesties Request est un album studio du groupe anglais The Rolling Stones sorti au Royaume-Uni en décembre 1967 sur le label Decca et sur le label London Records aux États-Unis. Il est respectivement leur sixième album paru aux Royaume-Uni et leur huitième aux États-Unis et pour la première fois dans une version identique. Le titre de l'album est un clin d'œil au texte « Her Britannic Majesty requests and requires... » qui apparait à l'intérieur des passeports britanniques.
Cet album fut enregistré à Londres aux Olympic Studios en 1967 sur une longue période allant de février à octobre. L'enregistrement fut particulièrement pénible, toujours interrompu par les affaires pénales et les courts séjours en prison des membres du groupe, ce qui conduira leur producteur, Andrew Loog Oldham, à jeter l'éponge et les laisser sans producteur. Finalement les Stones produiront eux-mêmes cet album avec l'aide de Glyn Johns et d'Eddie Kramer, les ingénieurs du son des Studios Olympic.

## Historique

### Contexte
Au moment où l'album Between the Buttons sort le 20 janvier 1967, les Rolling Stones décident d'arrêter les tournées, n'en pouvant plus du rythme de vie qu'ils subissaient depuis 1964, et voulant prendre plus de temps pour eux et se concentrer plus sur l'élaboration des albums. En effet, au même moment, les Beatles passent plus de six mois en studio pour enregistrer leur chef-d'œuvre Sgt. Pepper's Lonely Heart Club Band, qui sort en juin 1967.
Fin février, Keith Richards, Brian Jones et sa petite amie Anita Pallenberg partent en vacances au Maroc. Mais Brian se fait hospitaliser d'urgence dans le Tarn en France, tandis qu'Anita et Keith continuent leur périple, duquel naquit une histoire d'amour qui dure jusqu'en 1980.
De mars à avril, les Rolling Stones effectuent la première tournée de l'année pour promouvoir leur nouvel album Between the Buttons en Europe, et qui est la dernière avant plus de deux ans. En effet, jusqu'à ce moment-là, le groupe enchaîne, à un rythme très soutenu, les tournées, les apparitions médiatiques, l'écriture, les séances d'enregistrement de leurs singles et albums. Mais plus leur succès grandit, plus leurs prestations publiques se déroulent dans des conditions impossibles, à l'instar des Beatles qui décident d'arrêter l'été précédent. Ne pouvant contrôler des foules à l'extérieur pendant que le groupe joue dans une salle trop petite, les autorités, particulièrement américaines, insistent qu'ils se produisent dans des salles ou des espaces en plein air de plus en plus grands, réunissant des dizaines de milliers de spectateurs. Mais les moyens de sonorisation sont encore balbutiants et surtout, les cinq musiciens se produisent sous les cris stridents de la gent féminine, qui couvrent complètement leur musique, comme on peut le constater sur l'album américain Got Live If You Want It! paru quelques mois plus tôt. Cette tournée européenne sera également la dernière avec Brian Jones.
Le 20 septembre, les Stones se séparent de leur producteur historique Andrew Loog Oldham. Ce dernier ne partage plus la direction qu'ils empruntent et ne s'investit plus dans leur carrière. Avant son départ, il produit le single We Love You/Dandelion qui sort l'été durant les sessions de l'album. Ce single sort dans un contexte particulier car le groupe connait d'importants démêlés judiciaires qui ont commencé plus tôt dans l'année.

### Démêlés judiciaires
Un peu plus tôt, le 12 février 1967, la police effectue une descente dans la demeure de Redlands appartenant à Keith Richards située à West Wittering dans le Sussex. Ce dernier avait organisé une fête chez lui, avec parmi les convives George Harrison et sa femme Patti. Une fois le couple parti - les Beatles n'étant pas dans le collimateur de la justice - les quinze policiers intervinrent sur mandat de perquisition du Dangerous Drug Act. Keith Richards, Mick Jagger et leur ami Robert Fraser sont fouillés, tandis que l'on retrouve la chanteuse Marianne Faithfull (petite amie de Mick), encore sous l'effet de l'acide, vêtue d'une simple couverture en fourrure. Durant la perquisition on y retrouve de nombreuses substances dont des amphétamines, de l'héroïne ou encore du cannabis.
Le 10 mai suivant, à la suite de la descente des Redlands, les deux Stones Jagger et Richards ainsi que Robert Fraser comparaissent au tribunal de Chichester au Sussex et sont laissés en liberté pour une caution de 100 £ jusqu'à leur procès qui se tient le 27 juin suivant. Mais pendant ce temps-là, Brian Jones est arrêté avec le prince Stash Klossowski De Rola pour possession de cocaïne et de haschisch. Ils sont relâchés après avoir payé une caution de 250 £.
Le 27 juin 1967, jour du procès de l'affaire de Redlands, alors que des centaines de fans sont présents devant le tribunal pour soutenir les deux Stones, le verdict tombe après plus d'une heure de délibération : six mois d'emprisonnement pour Fraser, trois pour Mick et un an pour Keith (plus 500 £ d'amende pour ce dernier). Ils sont libérés pour une caution de 7 000 £ le lendemain.
La sentence provoque un tollé en Angleterre chez les fans du groupe et les animateurs de radio, qui décident de passer plus souvent leurs chansons sur les ondes. Les Who décident de reprendre The Last Time et Under My Thumb, deux chansons des Stones, pour les sortir en single afin de les soutenir. Le 1er juillet 1967, le très influent rédacteur en chef de The Times William Rees Moog écrit un éditorial intitulé « Qui fait passer le papillon au supplice de la roue » qui a par la suite un rôle déterminant dans le dénouement de cette affaire. En effet, le 31 juillet : la condamnation de Keith est annulée faute de preuves suffisantes, tandis que celle de Mick est commuée en un sursis d'un an.
Plus tard, le 12 décembre suivant, Brian Jones voit sa peine de prison annulée après que trois psychiatres déclarent qu'il est en proie à des terreurs. Libéré, il doit suivre un traitement et rester sous le contrôle de la cour de Londres.

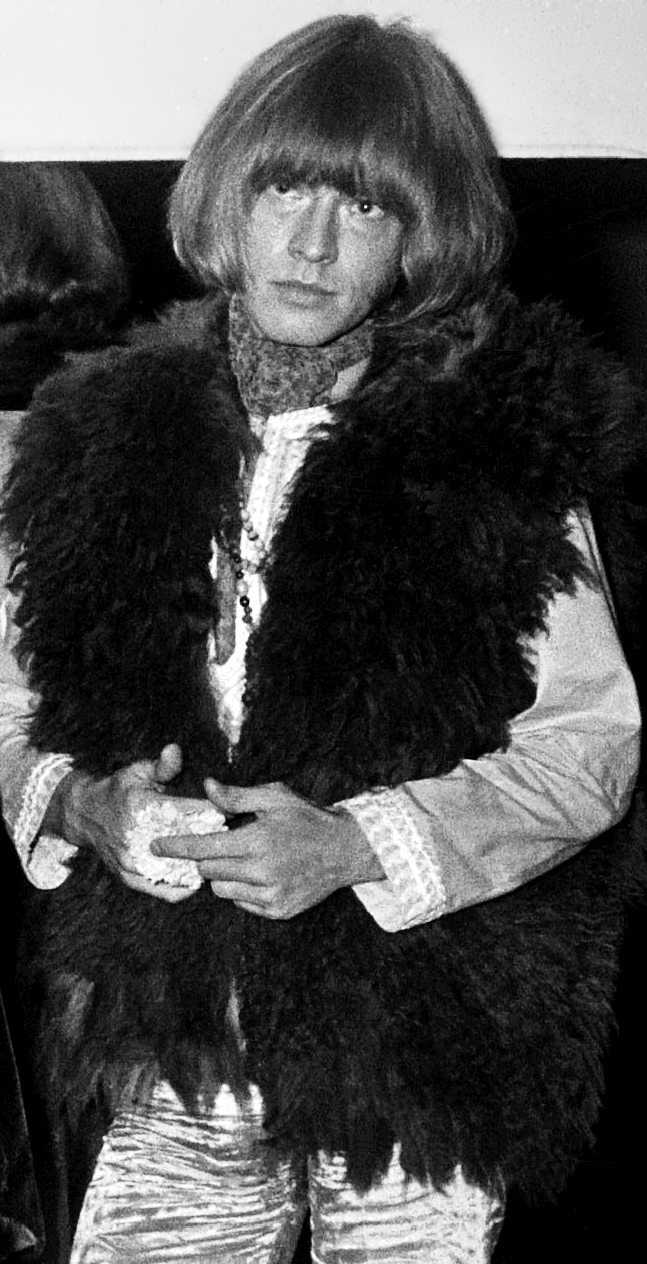
Brian Jones en 1967.

### Enregistrement
L'enregistrement de Their Satanic Majesties Request a commencé juste après la sortie de Between the Buttons le 20 janvier 1967. En raison des démêlés judiciaires et des peines de prison, l'ensemble du groupe était rarement présent en studio à un moment donné, ce qui rendait l'enregistrement de l'album long et décousu. Les membres du groupe arrivaient fréquemment accompagnés d'invités, ce qui interférait davantage avec la productivité. L'un des membres les plus sérieux du groupe à cette époque, Bill Wyman, méfiant vis-à-vis des drogues psychédéliques, a écrit la chanson In Another Land pour parodier les événements actuels des Stones. Dans son livre Rolling with the Stones en 2002, Wyman décrit les situations en studio :

« Chaque jour au studio, c'était une loterie pour savoir qui se présenterait et - le cas échéant - quelle contribution positive il apporterait quand il le ferait. Keith arrivait avec jusqu'à dix personnes, Brian avec une demi-douzaine et c'était la même chose pour Mick. C'étaient des copines et des amis assortis. J'ai détesté! Encore une fois, Andrew (Oldham) aussi et a tout simplement abandonné. Il y a eu des moments où j'aurais aimé pouvoir le faire aussi. »

Les Stones ont expérimenté de nombreux nouveaux instruments et effets sonores au cours des sessions, notamment le mellotron, le thérémine (radio statique à ondes courtes) et les arrangements de cordes de John Paul Jones (futur bassiste de Led Zeppelin). Leur producteur et manager Andrew Loog Oldham, déjà fatigué du manque de concentration du groupe, s'est éloigné d'eux à la suite de leurs démêlés judiciaires et a finalement démissionné, les laissant sans producteur. En conséquence, Their Satanic Majesties Request serait le premier album autoproduit des Stones. Mick Jagger a estimé plus tard que ce n'était pas pour le mieux, tout en exprimant le fait que certaines chansons n'ont pas été incluses dans l'album.
Dans une autre interview, Jagger a déclaré:

« C'est vraiment comme une sorte d'ensemble chaotique. Parce qu'on a tous paniqué un peu, même à peine un mois avant la date de sortie qu'on avait prévue, on n'avait vraiment rien mis en place. Nous avions toutes ces grandes choses que nous avions faites, mais nous ne pouvions pas les sortir en tant qu'album. Et donc nous les avons juste réunis et avons fait un peu de montage ici et là. »

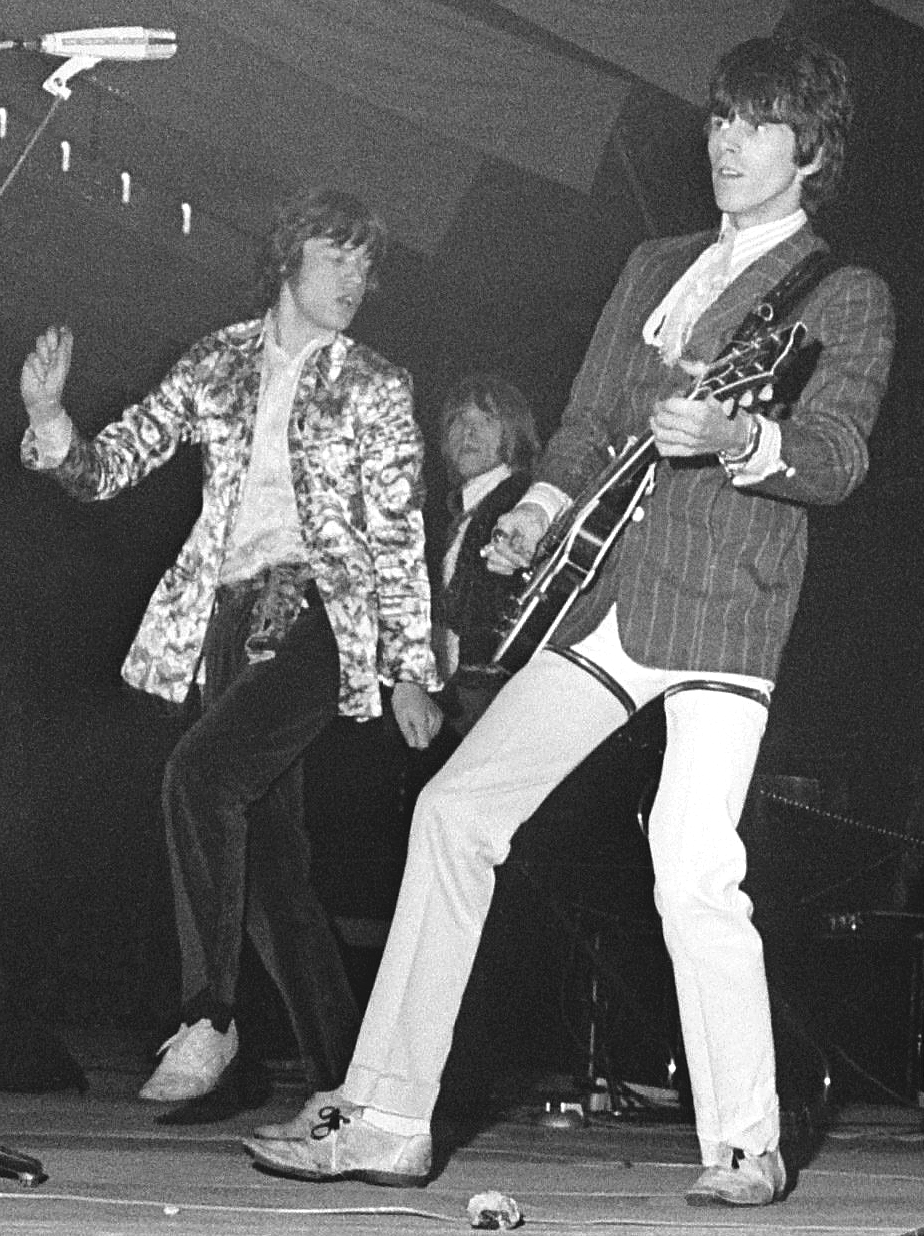
Mick Jagger (à gauche), Brian Jones (à l'arrière plan) et Keith Richards (à droite) en concert en avril 1967

La première session d'enregistrement se déroule entre le 9 et le 11 février 1967 (la veille de la descente de Redlands), au cours de laquelle sont enregistrées les premières prises de 2000 Light Years From Home. La session suivante ne se déroule pas avant mai, après la dernière tournée européenne, où ils commencent à enregistrer She's a Rainbow et deux chansons qui ne seront pas gardées. Puis en juin, le groupe se met à enregistrer Citadel, Dandelion et We Love You.

Puis de juillet jusqu'à fin octobre, le groupe s'attaque dans un premier temps à trois chansons qui ne seront pas gardées, puis à In Another Land (composée par le bassiste Bill Wyman), le diptyque Sing This All Together et Sing This All Together (See What Happens), 2000 Man, The Lantern, Gomper, On With The Snow et différents autres titres écartés de l'album, dont Child of the Moon. Cette dernière sera publiée en face B du single Jumpin' Jack Flash l'année suivante. Cette période est marquée par le départ de leur producteur historique Andrew Loog Oldham en septembre et le groupe se retrouve sans producteur, mais peuvent compter sur les ingénieurs du son Glyn Johns et Eddie Kramer, dont ce dernier enregistre également au même moment le second album de Jimi Hendrix, Axis: Bold as Love, dans la pièce d'à côté.

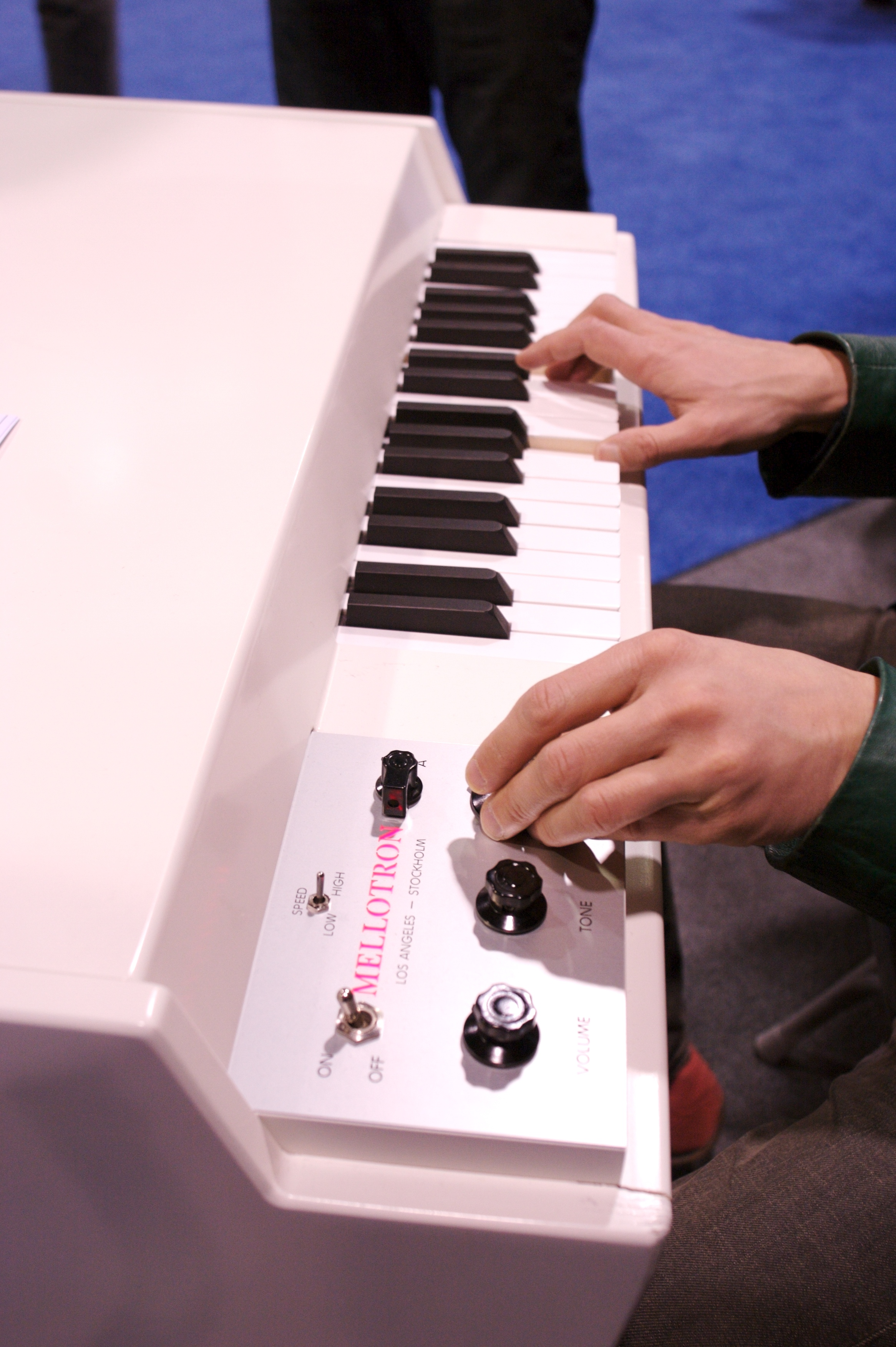
Le mellotron est beaucoup utilisé par Brian Jones durant ces sessions. Cet instrument est le principal responsable du son psychédélique de cet opus.

Durant ces sessions, les Stones reçoivent la visite des Beatles qui viennent enregistrer dans le studio où ils étaient, dont le 11 mai 1967 pour enregistrer leur chanson Baby You're a Rich Man avec Mick Jagger aux chœurs. Le 8 juin 1967, Brian Jones se rend aux studios EMI pour jouer le saxophone sur la chanson des Beatles You Know My Name (Look Up The Number). Le 19 juillet 1967, Keith Richards arrive de Paris pour rejoindre les Stones en studio accompagné de John Lennon et Paul McCartney des Beatles ainsi que du poète Allen Ginsberg, pour enregistrer le chant de We Love You. Ce dernier, qui ne participa pas à l'enregistrement, était de passage à Londres pour la manifestation pacifique à Hyde Park, tandis que les deux Beatles étaient invités par Mick après que lui et Keith aient participé aux chœurs de la chanson All You Need Is Love.
Certaines des chansons de l'album ont été enregistrées sous divers titres de travail, certaines apparaissant radicalement différentes aux titres finaux. Ces titres provisoires incluent : Acid in the Grass (In Another Land), I Want People to Know (2000 Man), Flowers in Your Bonnet (She's a Rainbow), Fly My Kite (The Lantern), Toffee Apple (2000 Light Years from Home) et Surprise Me (On with the Show). La publication d'un coffret pirate de 8 CD comportant des extraits des sessions de l'album montre l'avancement des chansons sur plusieurs prises ainsi que les diverses expérimentations qui ont eu lieu au cours de l'enregistrement.

## Caractéristiques artistiques

### Analyse du contenu
Sorti en pleine période psychédélique, c'est l'un des seuls albums de ce style pour le groupe, qui, d'après certains musicologues, parodie[réf. nécessaire] Sgt. Pepper's Lonely Hearts Club Band des Beatles (avec une innovation notable, qui est une petite photo en relief utilisant la méthode du film gaufré sur la pochette du disque, alors vinyle). Les membres des Rolling Stones ont une opinion mitigée de cet album qu'ils n'ont pu optimiser en raison de perturbations judiciaires et policières qu'ils subissaient par ailleurs. Il marque cependant une apparition provisoire du style psychédélique chez les Rolling Stones, ainsi que l'expression plus prononcée de musiciens apparaissant rarement au premier plan dans les autres albums, comme Nicky Hopkins et Bill Wyman.
Concernant le titre de l'album, que l'on peut traduire littéralement par « À la demande de leurs Majestés Sataniques », les Stones étaient pour trois d'entre eux (Keith Richards, Mick Jagger et Brian Jones) en cours de procès pour diverses affaires, et avaient décidé de faire un pied de nez en plagiant la mention faite sur les passeports britanniques : "Her britannic majesty's principal secretary of state for foreign affairs request and requires" , vu qu'à l'époque, on les empêchait en partie de sortir du territoire. Le premier titre choisi était Her Satanic Majesties Request. Trop choquant, il fut édulcoré, et n'apparaissait d'ailleurs même pas sur la première pochette.
L'album contient deux classiques, 2000 Light Years from Home et She's a Rainbow, qui furent utilisés respectivement par Apple et Manpower dans des publicités. Il bénéficie de la participation de John Lennon et Paul McCartney aux chœurs sur Sing This All Together, de Nicky Hopkins aux claviers et des orchestrations de John Paul Jones, futur bassiste et organiste de Led Zeppelin pour la pièce She's a Rainbow.
La chanson In Another Land reste la seule chanson du groupe entièrement composée et chantée par le bassiste Bill Wyman avec Mick Jagger et Keith Richards aux chœurs, rajoutés par la suite.

### Pochette et disque
Le titre provisoire de l'album était Cosmic Christmas, ou The Rolling's Stones's Cosmic Christmas - en référence à la chanson cachée Cosmic Christmas à la fin de la chanson Sing This All Together (See What Happens). L'album est sorti en Afrique du Sud et aux Philippines sous le nom de The Stones Are Rolling à cause du mot « Satanic » dans le titre.
Une pochette proposée comportant une photo de Jagger nu sur une croix, est rejetée par la maison de disques parce qu'elle était de « mauvais goût ». Le design de l'album comporte une photo en trois dimensions du groupe sur la pochette prise par Michael Cooper. Regardée d'une certaine manière, l'image lenticulaire montre les visages des membres du groupe qui se tournent l'un vers l'autre, à l'exception de Mick Jagger, dont les mains apparaissent croisées devant lui. En regardant de plus près sur la couverture, on peut voir les visages de chacun des quatre Beatles, ce qui serait une réponse à la pochette de l'album Sgt. Pepper's Lonely Hearts Club Band des Beatles qui comporte une poupée Shirley Temple portant un pull « Welcome the Rolling Stones ». Les éditions ultérieures ont remplacé l'image tridimensionnelle des premières éditions par une photo, en raison des coûts de production élevés.
La conception de la pochette d'origine prévoyait que l'image lenticulaire devait occuper toute la pochette avant, mais, estimant que cela coûtait trop cher, il a été décidé de réduire la taille de la photo et de l'entourer du graphisme bleu et blanc.
La pochette complète est complexe, avec un collage photo dense remplissant la majeure partie de la couverture intérieure (illustrée du labyrinthe détruit de la cathédrale de Reims) conçu par Michael Cooper, et un tableau de Tony Meeuwissen au verso illustrant les quatre éléments (terre, eau, feu, et air). Dans certaines éditions, les bandes bleues et blanches de la couverture sont utilisées dans une version rouge et blanche de la pochette intérieure en papier. Le collage de la couverture intérieure contient des dizaines d'images, extraites de reproductions d'anciens tableaux de maîtres (Ingres, Poussin ou De Vinci, entre autres), de Mandalas et de portraits indiens, d'astronomie (comprenant une grande image de la planète Saturne), de fleurs, de cartes du monde, etc. Le labyrinthe à l'intérieur de la couverture des publications britanniques et américaines ne peut pas être complété : un mur situé à environ un demi-rayon du coin inférieur gauche signifie que vous ne pouvez jamais atteindre l'objectif marqué « It's Here » au centre de la fenêtre du labyrinthe.
C'était le premier des quatre albums de Stones à présenter une nouveauté; les autres étaient la fermeture à glissière de Sticky Fingers (1971), les visages découpés de Some Girls (1978) et les autocollants de Undercover (1983).
Vers 1997, des rumeurs sont entendues selon lesquelles l’album existait sous forme de version promotionnelle comprenant un rembourrage en soie. Une version rembourrée de couleur rose a été présentée par une photo accompagnée d'une lettre du département du droit d'auteur de Decca, mais il a été démontré que la lettre ne correspond pas à l'album qu'elle était censée authentifier, ce qui rend presque entièrement certain qu'il s'agissait d'un faux.

## Parution et réception
Sorti le 8 décembre 1967 au Royaume-Uni (Decca Records) et un jour plus tard aux États-Unis (London Records), Their Satanic Majesties Request se classe à la troisième place au Royaume-Uni et deuxième du Billboard 200 aux États-Unis où il devient rapidement disque d'or, mais ses performances commerciales déclinent rapidement. En France, il se classe no 1.
Il a rapidement été considéré comme une tentative prétentieuse et mal conçue de répondre à l'album Sgt. Pepper's Lonely Hearts Club Band des Beatles paru quelques mois plus tôt. Les Beatles et le Sgt. Pepper's Lonely Hearts Club Band (sorti en mai 1967), ont souvent effectué des essais de drogue et des excès dans la mode musicale contemporaine, bien que John Lennon et Paul McCartney aient participé aux chœurs du single We Love You sorti trois mois plus tôt, mais sont absents dans l'album.
La production, en particulier, a été sévèrement critiquée par Jon Landau dans le cinquième numéro du magazine Rolling Stone, et Jimmy Miller (recommandé par l'ingénieur de l'album, Glyn Johns) a été invité à produire les albums suivants des Stones, sur lesquels ils reviendraient vers du blues rock qui leur a valu la gloire au début de leur carrière. Dans une critique d'album d'avril 1968, Richard Corliss du New York Times critiquait également la valeur de la production en déclarant que "... leur imagination semble s'être tarie quand il s'agit de certains arrangements. Bien que toujours meilleur que leurs précédents travaux, les arrangements sont souvent en lambeaux, sonnant monotones et faux." Malgré cela, il a donné à l'album une critique globalement positive, allant jusqu'à le qualifier de meilleur album concept que Of Cabbages and Kings de Chad & Jeremy (1967), The Beat Goes On de Vanilla Fudge (1968) et même Sgt. Pepper's Lonely Hearts Club Band des Beatles (1967). Dans une interview accordée au Rolling Stone en 1970, Lennon a commenté l'album : " Satanic Majesties est Sgt. Pepper. We Love You... c'est All You Need Is Love".

## Héritage et réévaluation
Keith Richards lui-même a critiqué l'album au cours des dernières années. Bien qu'il aime certaines des chansons ("2000 Years Light from Home", "Citadel" et "She's a Rainbow"), il a déclaré que "l'album était un tas de merde". Mick Jagger a désavoué l'album en 1995, déclarant : "Ce n'est pas très bon. Il y avait des choses intéressantes dessus, mais je ne pense pas qu'aucune des chansons soit très bonne. Il y a deux bonnes chansons dessus. Les autres sont absurdes ." Il n'y a que deux chansons de l'album que les Stones ont interprétées en direct, 2000 Light Years from Home (durant la tournée Steel Wheels en 1989 et 1990 et lors du concert au festival de Glastonbury en 2013) et She's a Rainbow (durant la tournée Bridges to Babylon en 1997 et 1998 et occasionnellement sur tournées de concerts à la fin des années 2010).

Satanic Majesties a été réévalué positivement par les critiques. Dans une revue rétrospective de 1977, Robert Christgau de Village Voice a déclaré que l'album "contient sans aucun doute plusieurs grandes chansons" malgré la réception négative de certains. Stephen Thomas Erlewine de Pitchfork a écrit que « Peut-être que le psychédélisme n'était pas un choix naturel pour les Stones terre à terre, mais la dissonance entre leurs rythmes rugueux et leurs arrangements précoces et ornés est passionnante, notamment parce qu'il n'y a pas d'autre disque - par les Stones ou quelqu'un d'autre, ressemblant à cela." Bob Eder d'AllMusic a qualifié le mix mono de l'album de nette amélioration par rapport à la version stéréo, le décrivant comme transformant l'album décrié en "superbe psychédélique punk". Richie Unterberger d'AllMusic écrit :

« Sans aucun doute, aucun album des Rolling Stones – et, en fait, très peu d'albums rock de quelque époque que ce soit – n'a autant divisé l'opinion critique que l'ère psychédélique du groupe. Beaucoup rejettent l'album comme étant du sous-Sgt. Pepper; d'autres avouent, ne serait-ce qu'en privé, une fascination pour les arrangements inventifs de l'album, qui incorporent des rythmes africains, des Mellotron et une orchestration complète. Ce qui est clair, c'est que jamais avant ou après les Stones n'ont pris autant de risques en studio… En 1968, les Stones vont revenir aux sources et ne plus jamais s'aventurer sur ces chemins, ce qui en fait une anomalie d'autant plus fascinante dans la discographie du groupe. »

2,000 Man a été reprise par Kiss sur leur album Dynasty en 1979 avec le guitariste Ace Frehley au chant. La chanson She's a Rainbows est régulièrement utilisée en bande son dans les médias dont des publicités comme Manpower dans les années 2000 ou Groupama à la fin des années 2010...
En août 2002, Their Satanic Majesties Request a été rééditée dans une version remastérisée en CD et vinyle par ABKCO Records alors détenteur des enregistrements du groupe des années 1960.
Le 1er août 2017, la maison de disque ABKCO qui possède les droits d'auteurs de cet album annonce pour les cinquante ans de l’album sa ressortie en version remastérisé en mono et stéréo pour le 22 septembre 2017. Pour la version vinyle, on retrouve pour la première fois depuis longtemps la pochette en 3D qui a été recréée pour l'occasion.
En 2018, l'album est réédité dans le cadre du Record Store Day. La sortie contenait une version stéréo remasterisée de l'album pressée sur du vinyle transparent coloré (180g) et comportait également la pochette de style 3D.

## Liste des chansons
| 1.    | Sing This All Together                    | Mick Jagger, Keith Richards | 3:46 |
| 2.    | Citadel                                   | Jagger, Richards            | 2:50 |
| 3.    | In Another Land                           | Bill Wyman                  | 3:15 |
| 4.    | 2,000 Man                                 | Jagger, Richards            | 3:07 |
| 5.    | Sing This All Together (See What Happens) | Jagger, Richards            | 8:33 |
| 6.    | She's a Rainbow                           | Jagger, Richards            | 4:35 |
| 7.    | The Lantern                               | Jagger, Richards            | 4:23 |
| 8.    | Gomper                                    | Jagger, Richards            | 5:08 |
| 9.    | 2000 Light Years from Home                | Jagger, Richards            | 4:45 |
| 10.   | On With the Show                          | Jagger, Richards            | 3:39 |
| 44:06 |                                           |                             |      |

## Personnel
The Rolling Stones
- Mick Jagger : chant (sauf sur 3), chœurs (1, 3, 6), percussions (8), maracas (2, 9, 10), tambourin (6)
- Keith Richards : guitare acoustique (3, 4, 6, 7) et électrique (sauf sur 3), basse (1, 2, 9, 10), chœurs (1, 3, 7–9)
- Brian Jones : Mellotron (1–3, 5–7, 9, 10), saxophone (1, 2), vibraphone, guimbarde et flûte (5) orgue (7), dulcimer (4, 8, 9), chœurs (1), harpe (10)
- Bill Wyman : basse (sauf sur 1, 2, 9, 10), chant et orgue (3), chœurs (1), Oscillateur (9)
- Charlie Watts : batterie sauf sur 8), tablas (8)

Musiciens additionnels
- Nicky Hopkins : orgue (4), piano (1, 3, 4, 6, 7, 9, 10), clavecin (3, 6)
- Eddie Kramer : claves (9)
- John Paul Jones : orchestrations sur (6)
- Marianne Faithfull, Anita Pallenberg : chœurs (1)
- Steve Marriott, Ronnie Lane : chœurs (3)

Crédits
- Produit et arrangé par The Rolling Stones
- Ingénieur du son : Glyn Johns
- Pochette : Michael Cooper (design, photos), Tony Meeviwiffen (illustration dos), The Rolling Stones, Michael Cooper et Archie (construction photo face pochette)

## Classements et certifications

### Album

#### Classement
| Pays        | Durée du classement | Meilleure position | Date             |
| ----------- | ------------------- | ------------------ | ---------------- |
| Allemagne   | 5 semaines          | 4e                 | 15 janvier 1968  |
| États-Unis  | 30 semaines         | 2e                 | 6 janvier 1968   |
| France      | 63 semaines         | 1er                | 1968             |
| Norvège     | 12 semaines         | 2e                 | 18 décembre 1967 |
| Royaume-Uni | 14 semaines         | 3e                 | 13 janvier 1968  |

| Pays         | Durée du classement | Meilleure position | Date              |
| ------------ | ------------------- | ------------------ | ----------------- |
| Belgique (W) | 1 semaine           | 189e               | 30 septembre 2019 |
| Belgique (V) | 1 semaines          | 138e               | 30 septembre 2017 |
| Pays-Bas     | 1 semaine           | 84e                | 30 septembre 2017 |
| Portugal     | 1 semaines          | 46e                | 23 avril 2018     |

#### Certifications
| Pays        | Certification | Ventes    | Date            |
| ----------- | ------------- | --------- | --------------- |
| États-Unis  | Or            | 500 000 + | 6 décembre 1967 |
| Royaume-Uni | Argent        | 60 000 +  | 18 octobre 2019 |

### Singles
| Single          | Chart               | Durée du classement | Position | Date            |
| --------------- | ------------------- | ------------------- | -------- | --------------- |
| In Another Land | Hot 100             | 5 semaines          | 87e      | 6 janvier 1968  |
| In Another Land | RPM Top Singles     | -                   | 21e      | 20 janvier 1968 |
| She's a Rainbow | Hot 100             | 7 semaines          | 25e      | 27 janvier 1968 |
| She's a Rainbow | Single Top 100      | 5 semaines          | 6e       | 15 janvier 1967 |
| She's a Rainbow | Ö3 Austria Top 40   | 8 semaines          | 8e       | 15 mars 1968    |
| She's a Rainbow | RPM Top Singles     | -                   | 9e       | 3 février 1968  |
| She's a Rainbow | Schweizer Hitparade | 8 semaines          | 3e       | 13 février 1968 |